# Leipziger Vilmos
Leipziger Vilmos (Breslau, 1840. június 18. – Budapest, Terézváros, 1913. január 24.) magyarországi szeszgyáros. 

## Élete
Leipziger Ábrahám fia. Huszonnégy évesen Friedenthal Károly breslaui gyárában már mint cégvezető működött. Friedenthal Leipziger javaslatára nyitott szeszfinomítót a Váci úton (1867), s a vezetést is Leipzigerre bízta. Leipziger 1879-ben Óbudán alapított szeszgyárat, és hizlalót, mely hamarosan Magyarország legnagyobb ipartelepeinek egyike lett. A Gyáriparosok Országos Szövetségének, illetve a Magyar Általános Takarékpénztár alapító tagja volt.
Házastársa Deutsch Eugénia (Jenny) volt.
A Salgótarjáni utcai zsidó temetőben (keleti falnál) Hevesi József főrabbi búcsúztatta.

## Műve
- Előadás a szeszipar helyzetéről (Budapest, 1890)

## További irodalom
- Gelléri Mór: A magyar ipar úttörői. Budapest, 1889.
- Magyar tudóslexikon. Főszerk. Nagy Ferenc. Budapest, Better-MTESZ-OMIKK, 1997.
- Új magyar életrajzi lexikon I–VI. Főszerk. Markó László. Budapest: Magyar Könyvklub; (hely nélkül): Helikon. 2001–2007.  ISBN 963-547-414-8
- Tóth Vilmos: „Nemzeti nagylétünk nagy temetője”. A Fiumei úti sírkert és a Salgótarjáni utcai zsidó temető adattára, Nemzeti Örökség Intézete, Budapest, 2018